# Fear Strikes Out
Fear Strikes Out is een Amerikaanse dramafilm uit 1957 onder regie van Robert Mulligan. Destijds werd de film in Nederland uitgebracht onder de titel De weg naar de roem.

## Verhaal
Jimmy Piersall wordt al van kindsbeen af door zijn vader gedwongen om honkbal te spelen. Door de druk krijgt hij een zenuwinzinking. Hij weet zijn psychische aandoening te overwinnen en hij wordt een professionele honkballer.

## Rolverdeling
| Acteur           | Personage               |
| ---------------- | ----------------------- |
| Anthony Perkins  | Jim Piersall            |
| Karl Malden      | John Piersall           |
| Norma Moore      | Mary Piersall           |
| Adam Williams    | Dokter Brown            |
| Perry Wilson     | Mevrouw Piersall        |
| Peter J. Votrian | Jim Piersall als jongen |